# Viszokaja Gora-i járás

A Viszokaja Gora-i járás Tatárföldön

A Viszokaja Gora-i járás (oroszul Высокогорский район, tatárul Биектау районы) Oroszország egyik járása Tatárföldön. Székhelye Viszokaja Gora.

## Népesség
- 1989-ben 52 109 lakosa volt.
- 2002-ben 46 323 lakosa volt.
- 2010-ben 43 207 lakosa volt, melyből 29 041 tatár, 13 123 orosz, 220 csuvas, 99 mari, 72 ukrán, 43 baskír, 24 udmurt, 22 mordvin.